# 小行星987
小行星987（987 Wallia）是一颗围绕太阳公转的小行星。
該小行星以發現者卡爾·威廉·萊茵姆特在曆書《Der Lahrer hinkende Bote》中選擇的女性人名瓦利亞（Wallia）命名。

## 参数
这颗小行星的绝对星等为9.30等，自转周期为10.0813小时。